# Фраучи, Виктор Христианович
Виктор Христианович Фраучи (22 апреля 1902, Юрино, Кашинский уезд, Тверская губерния, Российская империя — 11 мая 1986, Казань, Татарская АССР, РСФСР, СССР) — советский врач.

## Биография
Виктор Христианович Фраучи родился 22 апреля 1902 года в селе Юрино Кашинского уезда Тверской губернии.
Его отец, Христиан Петрович Фраучи, иммигрировал в Россию из Швейцарии, где женился на Августе Августовне Дидрикиль и занимался производством сыра в арендованных им имениях в Тверской и Ярославской губерниях. Виктор — шестой ребёнок в семье. Брат — Артур.
К моменту Октябрьской революции Виктор окончил пять классов Минской мужской гимназии, которая из-за военных действий находилась в эвакуации в Ярославле. В 1920 г. поступил на биологическое отделение физико-математического факультета Первого московского государственного университета, для чего в ту пору не нужно было предъявлять документ о среднем образовании. Будучи с детства страстным охотником, в университете специализировался по орнитологии. В 1921 г. по рекомендации университета он в должности препаратора принял участие в 5-й Российской гельминтологической экспедиции под руководством академика К. И. Скрябина, работавшей в Туркестане. В его задачу входила добыча и определение вида птиц, которые далее подвергались гельминтологическому исследованию.
В 1926 г. Виктор Христианович закончил университет по циклу «зоология». По окончании университета некоторое время работал преподавателем биологии и эволюционного учения в институте кустарной промышленности и в 40-й школе в Москве, однако работа эта очевидно не приносила удовлетворения, и в 1927 г. Виктор Христианович поступает на лечебно-профилактический факультет Второго московского государственного медицинского института, который оканчивает в феврале 1931 г.
С 3 ноября 1931 г. по 1 декабря 1936 г. Виктор Христианович работал в должности врача в системе 4-го главного управления при Минздраве СССР (бывший Лечсанупр Кремля). В 1933 г. поступил в аспирантуру на кафедру оперативной хирургии и клинической анатомии Центрального института усовершенствования врачей, руководимую членом-корреспондентом Академии медицинских наук Б. В. Огневым. По окончании аспирантуры в 1936 г. работал ассистентом той же кафедры. 22 февраля 1938 г. в помещении Центрального института усовершенствования врачей состоялась публичная защита диссертации В. Х. Фраучи на соискание учёной степени кандидата медицинских наук на тему «Типы грудного протока и лимфо-венозные анастомозы». В 1941 г. ему присвоено учёное звание доцента.
Летом 1941 г., ещё до начала Великой Отечественной войны, Виктор Христианович получил предложение занять вакантную кафедру в Северо-Осетинском медицинском институте. К этому времени он имел 9-летний стаж работы при кафедре оперативной хирургии и клинической анатомии Центрального института усовершенствования врачей в Москве. Осенью 1941 года с семьёй выехал во Владикавказ (Орджоникидзе, Дзауджикау) для организации кафедры оперативной хирургии и топографической анатомии. Осенью 1942 г. в связи с приближением немецкой армии к Владикавказу Северо-Осетинский государственный медицинский институт эвакуировали в Ереван. Эвакуация кафедры вместе со всем институтом и последующей его реэвакуацией неблагоприятно отразилась на оснащении кафедры. Многое из инвентаря института и, в частности, оборудование кафедры оперативной хирургии было утеряно, вследствие чего по возвращении из Еревана в июле 1943 г. пришлось заниматься заново вопросами организации кафедры.
15 октября 1945 г. Виктор Христианович публично защитил диссертацию на соискание учёной степени доктора медицинских наук при Центральном институте усовершенствования врачей в Москве на тему: «Вариантная анатомия желудочно-поджелудочных связок и оперативный доступ к ним». 7 января 1949 г. В. Х. Фраучи утверждён Высшей аттестационной комиссией в учёной степени доктора медицинских наук и одновременно в учёном звании профессора. В 1958 г. В. Х. Фраучи был избран по конкурсу заведующим кафедрой оперативной хирургии и топографической анатомии Смоленского государственного медицинского института и переехал с семьёй в Смоленск. В 1960 г. в Государственном издательстве медицинской литературы вышло руководство Б. В. Огнева и В. Х. Фраучи «Топографическая и клиническая анатомия».
В 1962 г. Виктор Христианович был избран заведующим кафедрой оперативной хирургии и топографической анатомии Казанского государственного медицинского института. В Казани он продолжил работу по написанию более подробного учебника по оперативной хирургии и топографической анатомии. В 1966 г. в издательстве Казанского университета выходит «Топографическая анатомия и оперативная хирургия живота и таза», в 1967 году — «Топографическая анатомия и оперативная хирургия головы и шеи», в 1968 года — «Топографическая анатомия и оперативная хирургия груди и конечностей». В 1976 г. в издательстве Казанского университета издан «Курс топографической анатомии и оперативной хирургии» для студентов стоматологических факультетов. В 1974 г. В. Х. Фраучи переведён на должность профессора кафедры оперативной хирургии и топографической анатомии Казанского медицинского института. Заведующим кафедрой избран его ученик — профессор Алексей Андреевич Агафонов. 
В 1982 года Виктор Христианович вышел на пенсию. 
11 мая 1986 года умер, похоронен в Казани на Архангельском кладбище.